# Wendie Malick

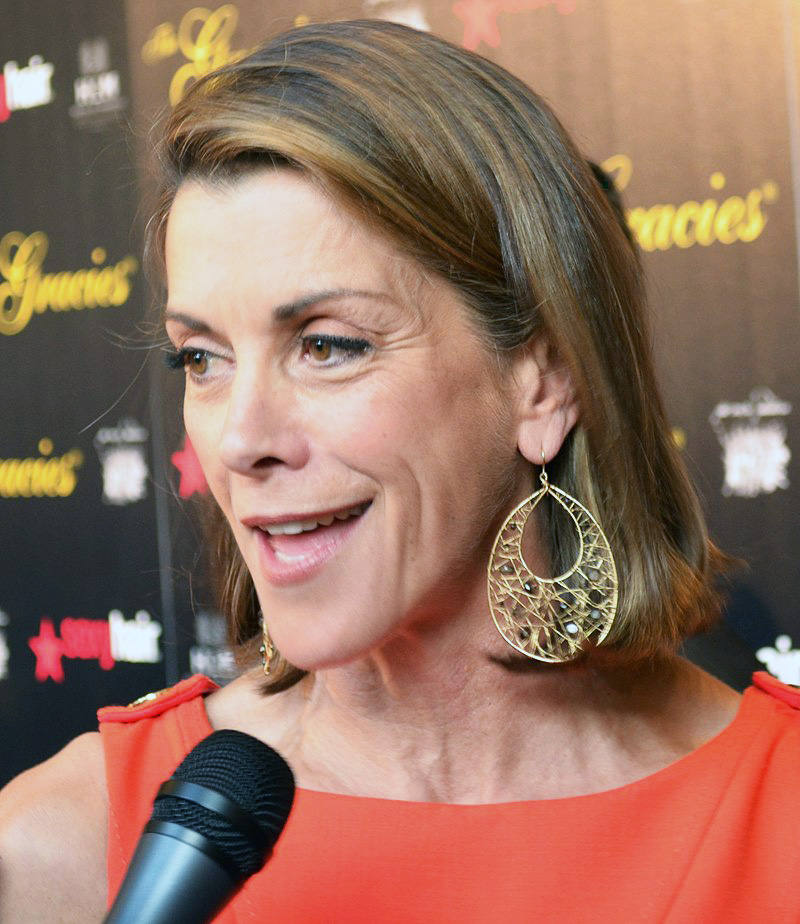
Wendie Malick (2012)

Wendie Malick (* 13. Dezember 1950 in Buffalo, New York als Wendy Malick) ist eine US-amerikanische Schauspielerin und ehemaliges Model.

## Leben
Wendie Malick wurde in Buffalo als Tochter eines ehemaligen Models geboren. Ihr Vater war im Handel tätig. Sie besuchte die Williamsville South High School. Im Jahr 1972 schloss sie die Ohio Wesleyan University ab. Des Weiteren besuchte sie die Syracuse University. Nach ihrem Studium begann sie, für die Wilhelmina modeling agency zu arbeiten. Ihre erste Erfahrung mit Schauspielerei machte sie 1982 in dem Film A Little Sex.
Malick war von 1982 bis 1989 mit Mitch Glazer, einem Schauspieler und Regisseur, verheiratet. Seit 1995 ist sie mit Richard Erikson verheiratet. Sie und ihr zweiter Mann unterstützten ein medizinisches Zentrum im Kongo. Außerdem engagieren sie sich für ein Frauenhaus in Tijuana. Malick ist sehr tierlieb. Sie lebt mit drei Hunden, zwei Pferden und einer Katze in Santa Monica Mountains. Außerdem setzt sie sich für den Tierschutz ein.

## Karriere
1982 bewarb sich Malick für die Rolle der Diane Chambers in der Serie Cheers, welche jedoch Shelley Long bekam. Ihre erste Hauptrolle spielte sie 1990 in der Serie Dream On als Judith Tupper Stone. Diese Rolle verkörperte sie bis zum Ende der Serie 1996. Für diese Rolle gewann sie vier CableACE Awards als beste Schauspielerin in einer Comedyserie.
Ab dem Jahr 1997 verkörperte sie die Rolle der Nina Van Horn in Just Shoot Me – Redaktion durchgeknipst, die sie in allen 149 Episoden innehatte. Währenddessen wurde sie 1999 und 2002 für insgesamt fünf Emmys als beste Nebendarstellerin nominiert. In den Jahren 2003 und 2004 war sie in insgesamt 10 Folgen von Frasier als Ronee Lawrence zu sehen. Frasier war ein Ableger der Serie Cheers.
Im Jahr 2005 stellte sie die Rolle der Naomi Clark an der Seite von John Stamos in Jake in Progress dar. Im selben Jahr war sie ein Teil der Hauptbesetzung von Modern Men. Beide Serien wurden jedoch im Jahr 2006 nach zwei beziehungsweise einer Staffel abgesetzt. Ebenfalls im Jahr 2006 lieh sie in der Zeichentrick-Abenteuerkomödie Im Rennstall ist das Zebra los dem Charakter Clara Dalrymple ihre Stmme. Als Synchronsprecherin war sie in Alvin und die Chipmunks 2, Fillmore! und Batman of the Future.
Seit 2005 ist sie auch in Werbespots für das Kaufhaus Marshalls zu hören.
Auch in der Sitcom Big Day war Malick zu sehen, in der sie als Jane auftrat. Von 13 produzierten Episoden wurde jedoch nur 12 ausgestrahlt. Allerdings gewann Malick für diese Rolle einen Gracie Award in der Kategorie Outstanding Supporting Actress in a Comedy Series.
In den Jahren 2010 bis 2015 war Wendie Malick an der Seite von Golden Girls-Schauspielerin Betty White, Jane Leeves und Valerie Bertinelli in der Sitcom Hot in Cleveland von TV Land zu sehen. Die Rolle brachte ihr 2010 zusammen mit den Hauptdarstellern von Hot in Cleveland eine Nominierung für den Screen Actors Guild Award ein: den Screen Actors Guild Award for Outstanding Performance by an Ensemble in a Comedy Series. Die Serie endete 2015 nach 128 Folgen, Malick war in 125 Folgen der Serie zu sehen.
In ihrer Schauspieler-Karriere hatte Malick zahlreiche Gastauftritte in Fernsehserien. So war sie zwischen 1985 und 1989 in fünf Folgen von Kate & Allie sowie zwischen 1989 und 1994 in sieben Folgen als eine wiederkehrende Rolle in Baywatch – Die Rettungsschwimmer von Malibu zu Gast. 1987 war sie in einer Folge von Ein Engel auf Erden zu sehen. Weitere Auftritte hatte sie in MacGyver, New York Cops – NYPD Blue, Verrückt nach dir, Seinfeld, CSI: Den Tätern auf der Spur und Law & Order und Pushing Daisies.
Des Weiteren kommen noch zahlreiche Filme dazu. So war sie in Kein Baby an Bord, Die Geister, die ich rief …, Hallo, Mr. President, Apollo 11, Shopaholic – Die Schnäppchenjägerin und What Happens Next zu sehen.

## Filmografie (Auswahl)
- 1980: Saturday Night Live (Fernsehserie, eine Folge)
- 1982: A Little Sex
- 1983: Trauma Center (Fernsehserie, 13 Folgen)
- 1985–1989: Kate & Allie (Fernsehserie, 5 Folgen)
- 1987: Ein Engel auf Erden (Highway to Heaven, Fernsehserie, eine Folge)
- 1988: Hunter (Fernsehserie, eine Folge)
- 1988: Die Geister, die ich rief … (Scrooged)
- 1989–1994: Baywatch – Die Rettungsschwimmer von Malibu (Baywatch, Fernsehserie, 7 Folgen)
- 1990: Kein Baby an Bord (Funny About Love)
- 1990–1991: The Fanelli Boys (Fernsehserie, 3 Folgen)
- 1990–1996: Dream On (Fernsehserie, 119 Folgen)
- 1991: MacGyver (Fernsehserie, eine Folge)
- 1991: Denver – Die Entscheidung (Dynasty: The Reunion, Fernsehfilm)
- 1993: New York Cops – NYPD Blue (NYPD Blue, Fernsehserie, 2 Folgen)
- 1994: Verrückt nach dir (Mad About You, Fernsehserie, eine Folge)
- 1995: Seinfeld (Fernsehserie, eine Folge)
- 1995: Cybill (Fernsehserie, eine Folge)
- 1995: Hallo, Mr. President (The American President)
- 1996: Good Company (Fernsehserie, 6 Folgen)
- 1996: Apollo 11
- 1997: Ein Single kommt immer allein (The Single Guy, Fernsehserie, eine Folge)
- 1997–2003: Just Shoot Me – Redaktion durchgeknipst (Just Shoot Me!, Fernsehserie, 149 Folgen)
- 1998: Akte X – Die unheimlichen Fälle des FBI (The X Files, Fernsehserie, eine Folge)
- 1999: Batman of the Future (Fernsehserie, eine Folge, Stimme)
- 2002: Kim Possible (Eine Folge, Stimme)
- 2002–2004: Fillmore! (16 Folgen, Stimme)
- 2003–2004: Frasier (Fernsehserie, 10 Folgen)
- 2004: Father of the Pride (Fernsehserie, 5 Folgen)
- 2005: Im Rennstall ist das Zebra los (Racing Stripes, Stimme)
- 2005: CSI: Den Tätern auf der Spur (CSI: Crime Scene Investigation, Fernsehserie, eine Folge)
- 2005: American Dragon (Fernsehserie, eine Folge, Stimme)
- 2005: Law & Order (Fernsehserie, eine Folge)
- 2005–2006: Jake in Progress (Fernsehserie, 21 Folgen)
- 2006–2007: Big Day (Fernsehserie, 12 Folgen)
- 2008: The Ex List (Fernsehserie, 2 Folgen)
- 2009: Shopaholic – Die Schnäppchenjägerin (Confessions of a Shopaholic)
- 2009: Alvin und die Chipmunks 2 (Alvin and the Chipmunks: The Squeakquel, Stimme)
- 2009: The Goods – Schnelle Autos, schnelle Deals (The Goods: Live Hard, Sell Hard)
- 2009: Pushing Daisies (Fernsehserie, eine Folge)
- 2010–2015: Hot in Cleveland (Fernsehserie, 125 Folgen)
- 2011: All My Children (Fernsehserie, eine Folge)
- 2011–2014: Kung Fu Panda (Fernsehserie, 4 Folgen, Stimme)
- 2011: What Happens Next
- 2014–2020: BoJack Horseman (Fernsehserie, 11 Folgen, Stimme als Beatrice Horseman / Young Beatrice)
- 2016: Rush Hour (Fernsehserie, 13 Folgen)
- 2016: Pitch (Fernsehserie)
- 2016: Law & Order: Special Victims Unit (Fernsehserie, Folge 17x21)
- 2016: Navy CIS: New Orleans (Fernsehserie, Folge 3x04)
- 2016: Lady Dynamite (Fernsehserie, Folge 1x10)
- 2016: Finding Father Christmas (Fernsehfilm)
- 2016–2019: American Housewife (Fernsehserie, 11 Folgen)
- 2017: Mom (Fernsehserie, 2 Folgen)
- 2017: Grace and Frankie (Fernsehserie, Folge 3x08)
- 2017: Darrow & Darrow (Fernsehfilm)
- 2017: Engaging Father Christmas (Fernsehfilm)
- 2018: This Is Us – Das ist Leben (This Is Us, Fernsehserie, Folge 2x18)
- 2018: Marrying Father Christmas (Fernsehfilm)
- 2018–2020: The Ranch (Fernsehserie, 15 Folgen)
- 2019: Witness to Murder – A Darrow Mystery (Fernsehfilm)
- 2019: Love Again – Jedes Ende ist ein neuer Anfang (Endings, Beginnings)
- 2019: Darrow & Darrow 4 – Burden of Proof (Fernsehfilm)
- 2020: Deranged Granny
- 2020: The Surrogate
- 2020–2023: Willkommen im Haus der Eulen (The Owl House, Fernsehserie, Stimme als Eda Dornenklaue)
- 2021: Dear White People (Fernsehserie, 3 Folgen)
- 2021–2024: Young Sheldon (Fernsehserie, 22 Folgen)
- 2021: Physical (Fernsehserie)
- 2022: Mack & Rita
- 2022: A Little White Lie
- 2023: Mother of All Shows
- 2023: 7000 Miles
- 2023: The Re-Education of Molly Singer